# Ronsecco
Ronsecco (Ronsuch in piemontese, Runsoech  nell'inflessione locale) è un comune italiano di 569 abitanti della provincia di Vercelli in Piemonte.

## Storia
Ronsecco nacque come agglomerato di capanne all'inizio del XIII secolo, nel 1209.
La frazione di Lachelle era un possedimento dell'abbazia di Santo Stefano di Vercelli.

### Simboli
Lo stemma e il gonfalone del comune di Ronsecco sono stati concessi con decreto del presidente della Repubblica del 4 maggio 1951.
Il gonfalone è un drappo partito di azzurro e di bianco.

## Monumenti e luoghi d'interesse

### Architetture religiose
- Chiesa parrocchiale di San Lorenzo Martire
- Chiesa di San Rocco
- Chiesa di San Sebastiano
- Il santuario di Nostra Signora dei Viri Veri, storpiatura dialettale del latino Villae Veteris, dedicata alla Madonna.
- Chiesa di Sant'Ignazio di Loyola (frazione Lachelle)[6][7]

### Architetture civili
Da notare anche il castello di epoca medievale, che alcune leggende popolari sostengono sia infestato dai fantasmi.

## Società

### Evoluzione demografica
Negli ultimi sessant'anni, a partire dal 1961, la popolazione residente si è dimezzata.
Abitanti censiti

## Infrastrutture e trasporti
Fra il 1878 e il 1949 Ronsecco fu servita dalla tranvia Vercelli-Trino.
Attualmente è servita dalle linee extraurbane 60, 61, 94 di Atap nel periodo scolastico.

### Via Francigena
Il territorio del comune è inserito nel percorso storico della Via Francigena, proveniente da Lamporo e con successiva direzione verso Lignana e Vercelli.

## Amministrazione
Le elezioni del giugno 2022 hanno portato all'elezione di Davide Gilardino, a capo di una lista civica.